# Craugastor pozo
Craugastor pozo is een kikker uit de familie Craugastoridae. De soort werd voor het eerst wetenschappelijk beschreven door Jerry Douglas Johnson en Jay Mathers Savage in 1995. Oorspronkelijk werd de wetenschappelijke naam Eleutherodactylus pozo  gebruikt.
De soort komt voor in delen van Midden-Amerika en leeft endemisch in Mexico. Craugastor pozo wordt bedreigd door het verlies van habitat.